# Hesselø
Hesselø est une île du Danemark situé dans la mer de Kattegat.